# Observatorieparken
Observatorieparken è un parco nella città svedese di Uppsala, che prende il nome dal vecchio osservatorio astronomico di Uppsala (Gamla observatoriet) ivi situato. Si trova nel quartiere di Luthagen e confina a nord con Ekonomikum e a est con il cimitero vecchio. Il parco è byggnadsminne, ovvero un sito storico e culturale sotto tutela.

## Storia
In seguito all'inaugurazione dell'osservatorio astronomico nel 1853, ebbe avvio la piantagione di alberi nell'area circostante, sotto la direzione del professore di astronomia Gustaf Svanberg, che continuò nel corso degli anni. Svanberg scrisse nella sua autobiografia (1880 circa):
(Gustaf Svanberg)
Nella parte sud del parco si trovano, oltre all'osservatorio, altri edifici dell'Università di Uppsala, costruiti alla fine del XIX secolo dal dipartimento di meteorologia e divenuti in seguito parte del dipartimento di sismologia. Nel 1930 Musicum, sede della Kungliga Akademiska Kapellet, venne costruito nella parte est del parco, all'incrocio tra Skolgatan e Kyrkogårdsgatan. Nel 1949 vennero completati i nuovi edifici del dipartimento di meteorologia nella parte a nord del parco.
Negli anni 1990 le istituzioni universitarie spostarono progressivamente le proprie attività didattiche al di fuori del parco, e nel 2000 l'osservatorio astronomico venne trasferito presso Ångströmlaboratoriet. Diverse società affiliate all'università hanno sede negli edifici del parco. I telescopi ivi locati sono rimasti in uso all'associazione Uppsala Amatörastronomer (UAA), con sede presso il Wallenquistpaviljong, che organizza osservazioni astronomiche aperte al pubblico. Anche diversi dei sismografi situati negli edifici del parco sono rimasti in uso.

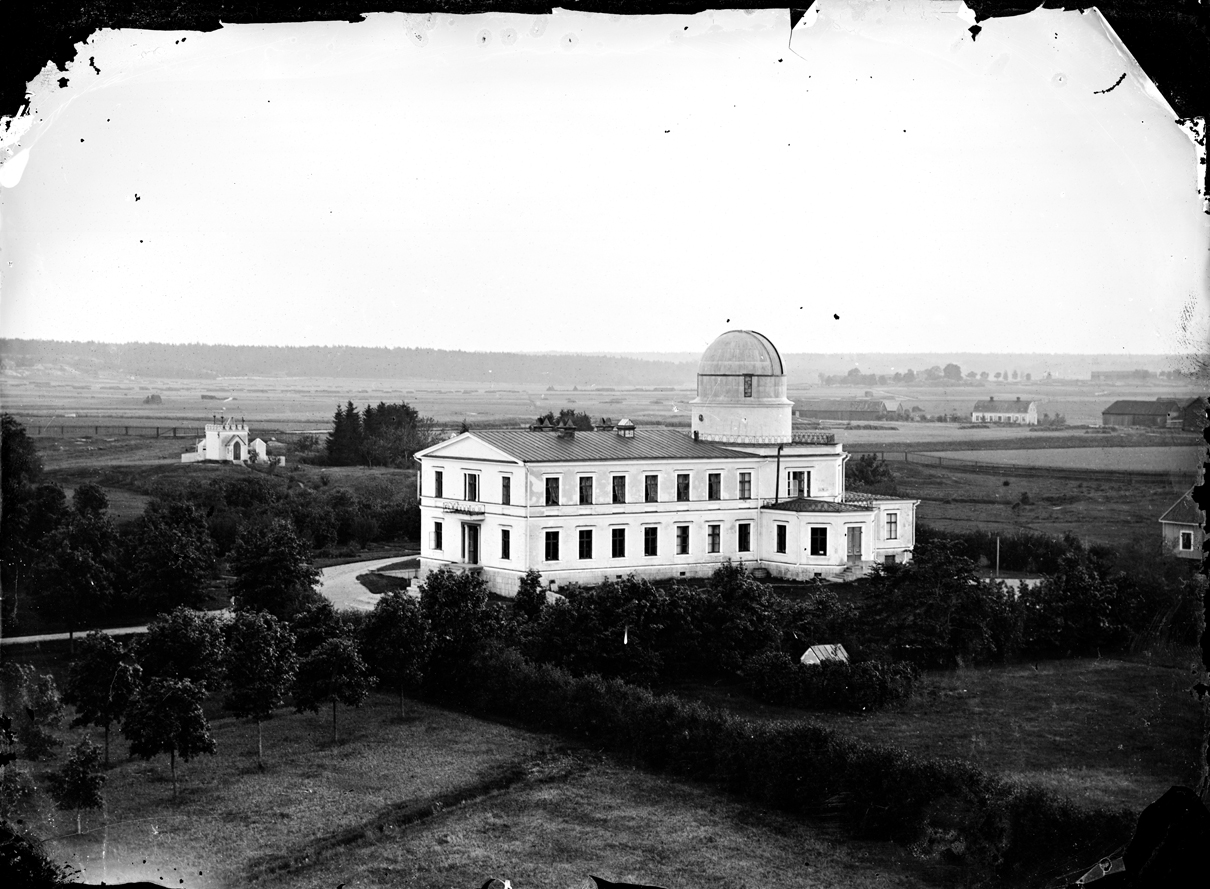
Observatorieparken visto da Katedralskolan (1880 circa)
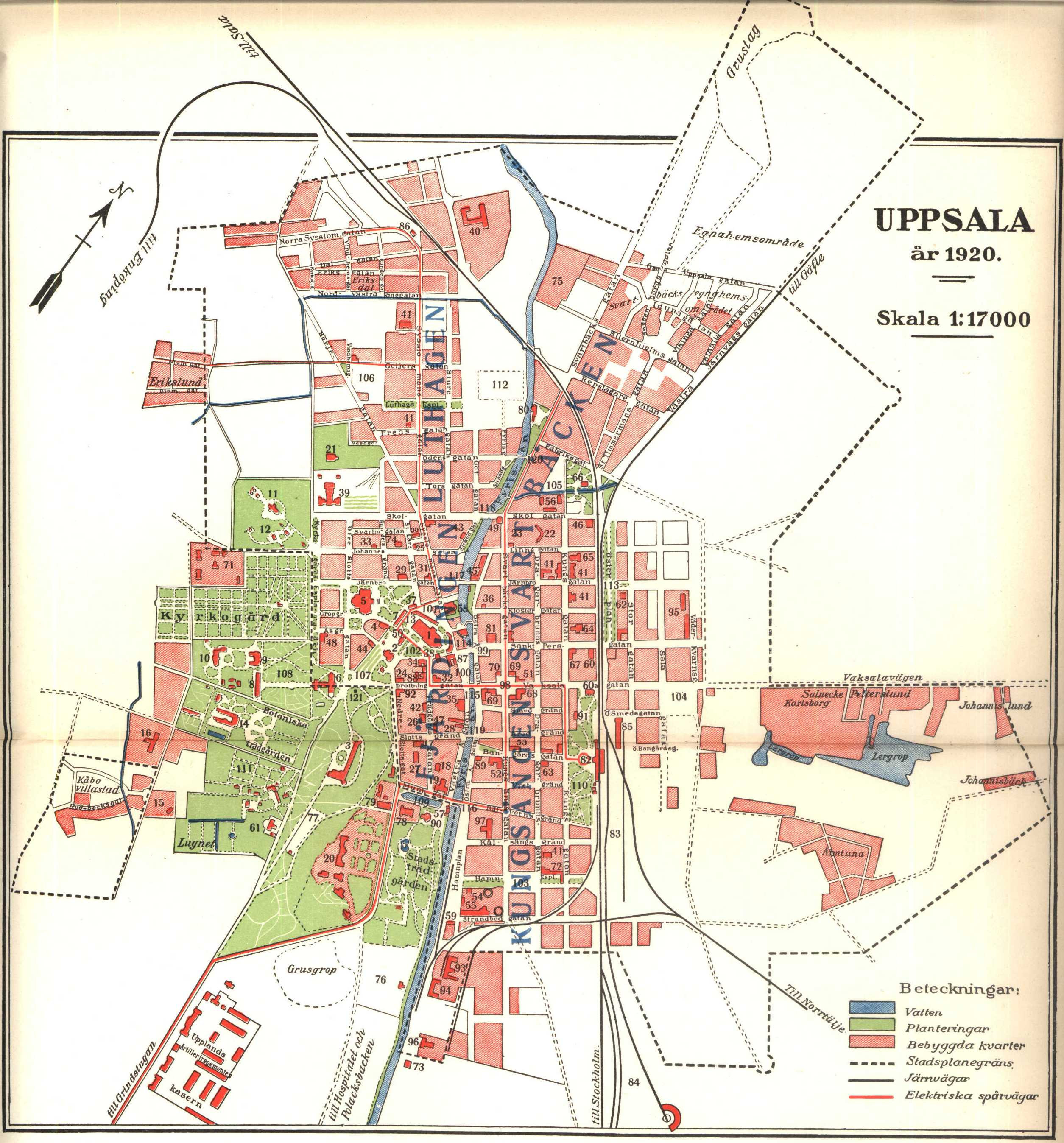
Mappa del 1920 (il parco è denotato come numero 11)
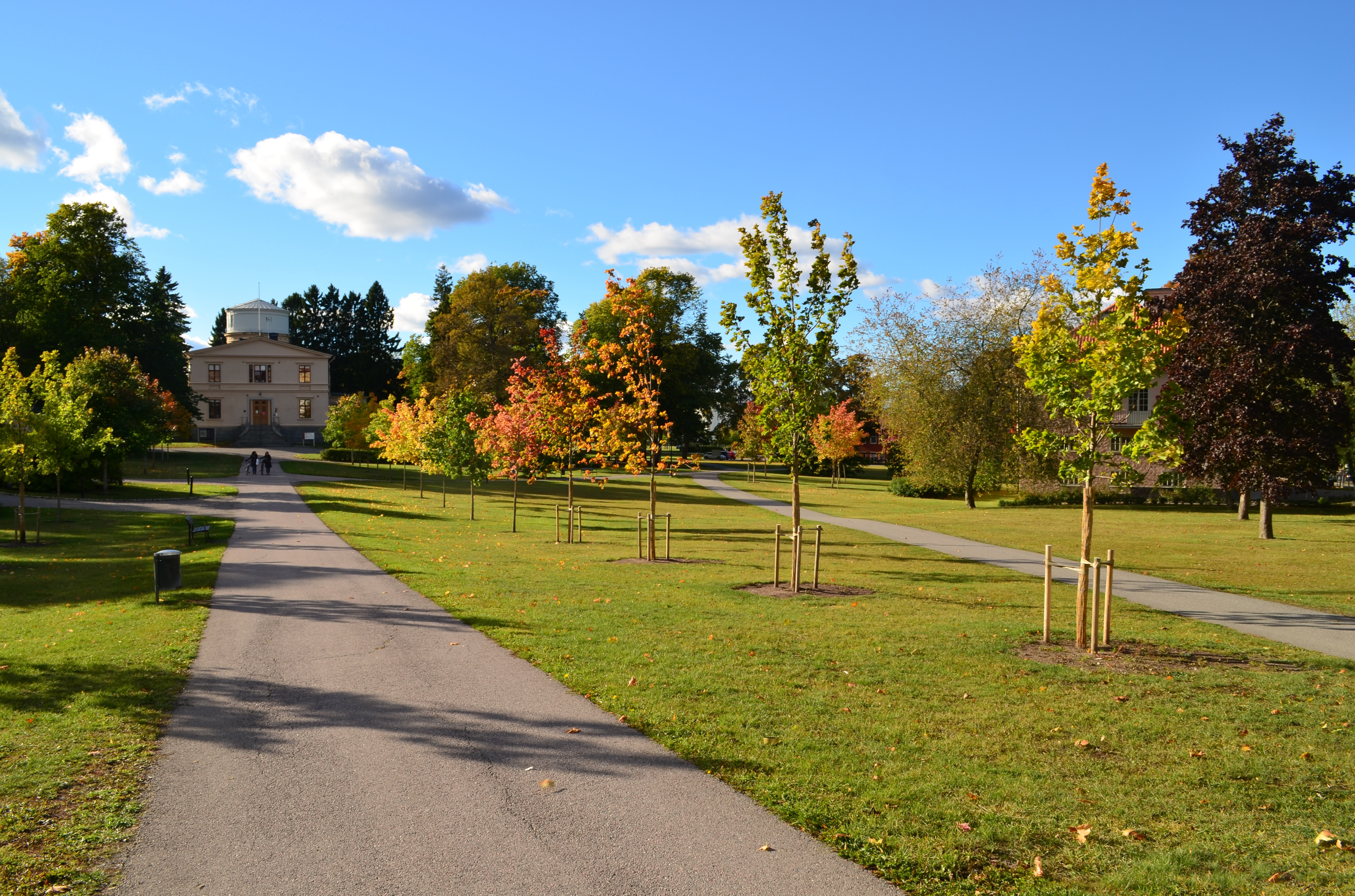
Vista da est
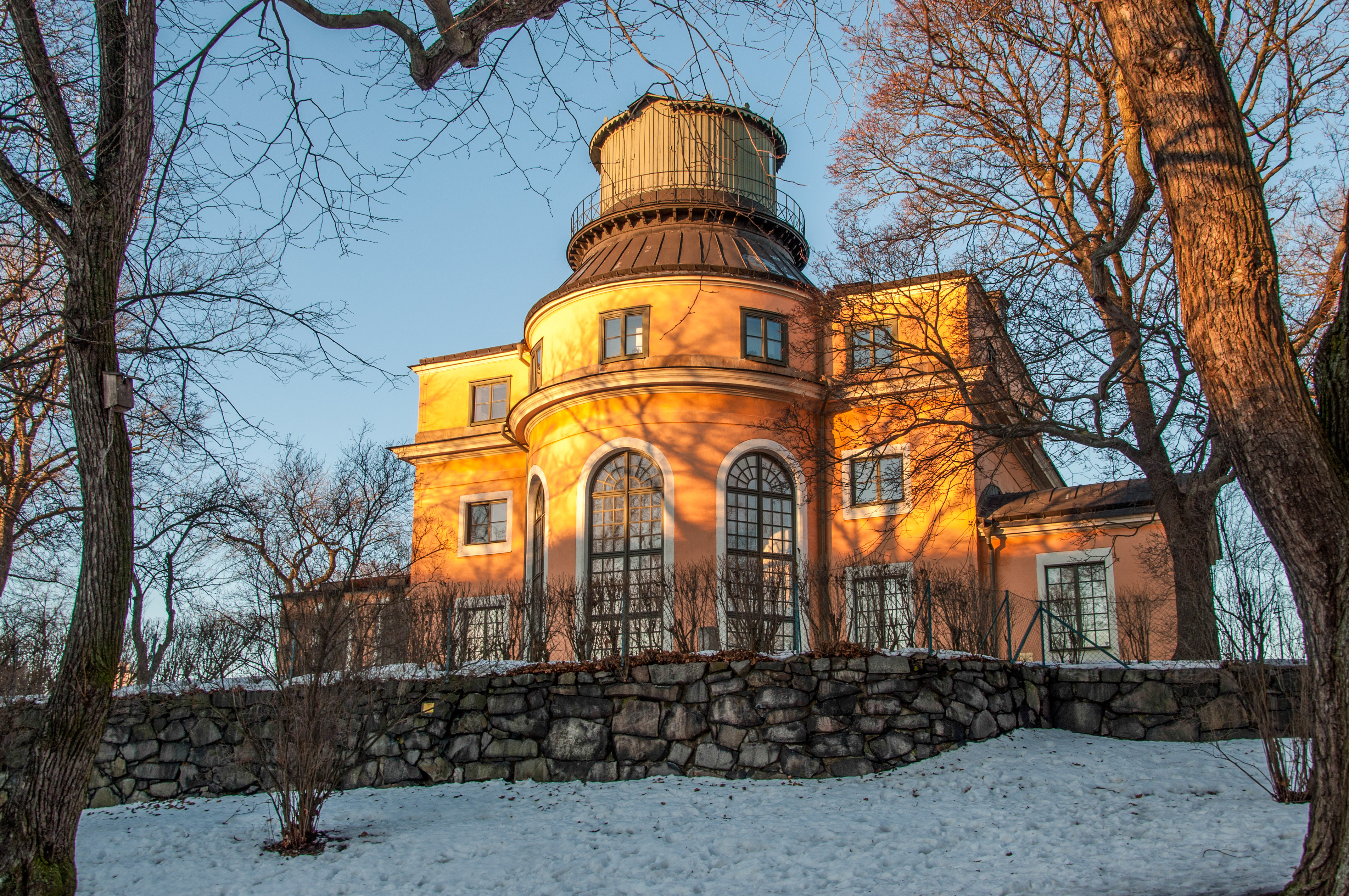
Gamla observatoriet nel 2011
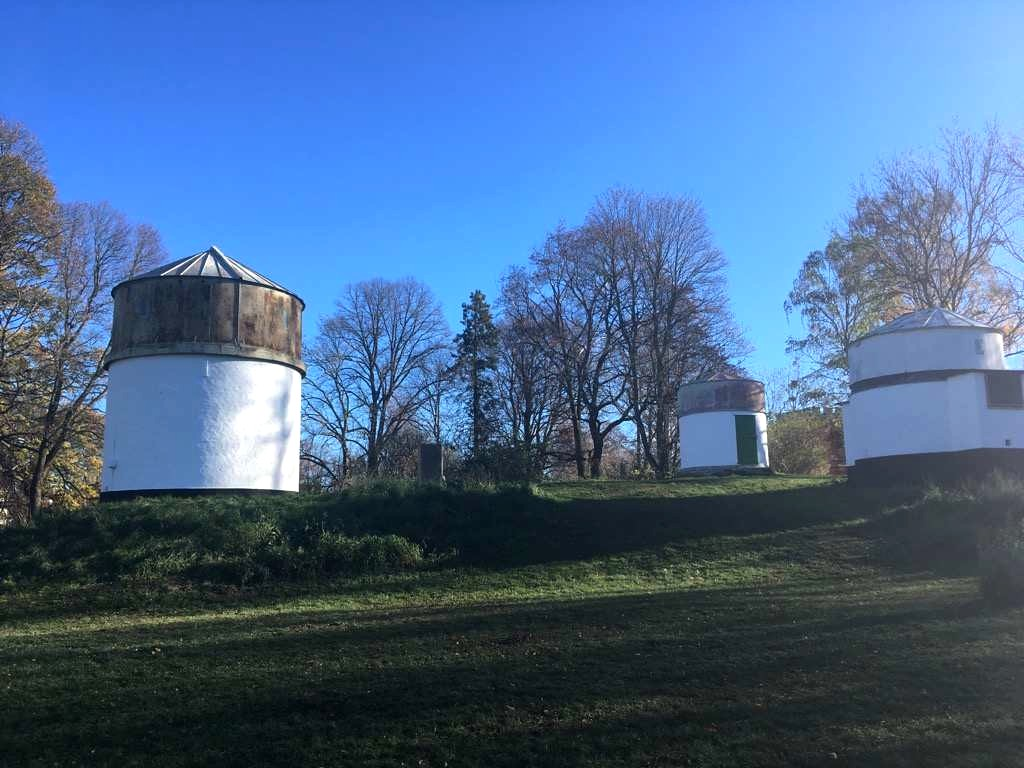
Cupola del telescopio